# Spoorweg van The Marowijne Company
De spoorweg van The Marowijne Company was een breedspoorlijn in Suriname. De lijn had een lengte van 29 kilometer, liep over 17 bruggen en had een spoorbreedte van 1524 mm. De trein liep van het basiskamp bij de Araguayakeek aan de linkeroever van de Marowijne naar de goudmijn Wilson Creek Mine.

## Voorgeschiedenis
Howard Ashley Pedrick (1863-1941) kwam in mei 1899 naar Suriname namens de in Philadelphia gevestigde financier Robert H. Foerderer en zijn mijnbouwbedrijf, The Marowijne Company. Hij liet een spoorlijn aanleggen om de goudmijn te verbinden met de grensrivier Marowijne, waardoor er voldoende water beschikbaar was om het erts te wassen.
In december 1899 werden de benodigde materialen met de vijfmastschoener La Plata vanuit Boston naar Albina verscheept. Het ging om rails, spoormateriaal, twee stoomlocomotieven, honderd wagons, en materialen voor een ketelhuis, een werkplaats, een stoompompstation, een zagerij en twee Marion-stoomschoppen.
Vervolgens werd het traject geëgaliseerd, 17 bruggen gebouwd en werd het spoor aangelegd. Zeven van deze bruggen overspanden dezelfde kreek. Nadat de spoorlijn was geopend, begon de commerciële goudwinning. Het meeste goud verdween echter op onverklaarbare wijze, waardoor Foerderer zich in 1902 genoodzaakt zag zich uit The Marowijne Company terug te trekken. Hij leed een verlies van 2,5 miljoen dollar. Zijn materieel werd in 1907 op een openbare veiling verkocht en in de natuur achtergelaten. De restanten bevinden zich begin 21e eeuw nog steeds op deze locatie.

## Spoorweg
Het spoorwegmaterieel werd tweedehands geïmporteerd van breedspoorlijnen met een spoorbreedte van 1524 mm.
Een van de twee locomotieven, genaamd John Lucas, werd in 1878 door Baldwin gebouwd met fabrieksnummer 4287 voor de Camden and Atlantic Railroad. Deze woog 20.412 kg en stond geparkeerd in het bos langs de oevers van de Pakirakreek, vijf kilometer van de Marowijne. De tweede locomotief stond geparkeerd aan de oever van de Marowijne.